# Leichtathletik-Weltmeisterschaften 2019/Teilnehmer (Venezuela)
| Gelbes Symbol für Goldmedaillen mit stilisierten Olympischen Ringen | Graues Symbol für Silbermedaillen mit stilisierten Olympischen Ringen | Braundes Symbol für Bronzemedaillen mit stilisierten Olympischen Ringen |
| ------------------------------------------------------------------- | --------------------------------------------------------------------- | ----------------------------------------------------------------------- |
| 1                                                                   | —                                                                     | —                                                                       |

Der Leichtathletikverband vom Venezuela nahm an den Leichtathletik-Weltmeisterschaften 2019 in Doha teil. Acht Athletinnen und Athleten wurden vom venezolanischen Verband nominiert.

## Ergebnisse

### Frauen

#### Laufdisziplinen
| Athletin       | Disziplin    | Vorlauf | Vorlauf | Halbfinale | Halbfinale | Finale | Finale |
| Athletin       | Disziplin    | Zeit    | Platz   | Zeit       | Platz      | Zeit   | Platz  |
| -------------- | ------------ | ------- | ------- | ---------- | ---------- | ------ | ------ |
| Andrea Purica  | 100 m        | 11,96 s | 42      | DNQ        | DNQ        | –      | –      |
| Génesis Romero | 100 m Hürden | 13,14 s | 26      | 13,18 s    | 20         | DNQ    | DNQ    |

#### Sprung/Wurf
| Athletin         | Disziplin      | Qualifikation | Qualifikation | Finale     | Finale |
| Athletin         | Disziplin      | Weite/Höhe    | Platz         | Weite/Höhe | Platz  |
| ---------------- | -------------- | ------------- | ------------- | ---------- | ------ |
| Robeilys Peinado | Stabhochsprung | 4,60 m        | 11            | 4,70 m NR  | 7      |
| Yulimar Rojas    | Dreisprung     | 14,31 m       | 04            | 15,37 m    | Gold   |
| Ahymará Espinoza | Kugelstoßen    | 16,89 m       | 27            | DNQ        | DNQ    |

### Männer

#### Laufdisziplinen
| Athlet                  | Disziplin   | Vorlauf     | Vorlauf | Halbfinale | Halbfinale | Finale | Finale |
| Athlet                  | Disziplin   | Zeit        | Platz   | Zeit       | Platz      | Zeit   | Platz  |
| ----------------------- | ----------- | ----------- | ------- | ---------- | ---------- | ------ | ------ |
| Lucirio Antonio Garrido | 800 m       | 1:46,89 min | 30      | DNQ        | DNQ        | –      | –      |
| Lucirio Antonio Garrido | 1500 m      | 3:52,93 min | 43      | DNQ        | DNQ        | –      | –      |
| Richard Vargas          | 20 km Gehen |             |         |            |            | DNF    | DNF    |

#### Zehnkampf
| Athlet           | Disziplin | 100 m   | Weitsprung | Kugelstoßen | Hochsprung | 400 m      | 110 m Hürden | Diskuswurf | Stabhochsprung | Speerwurf | 1500 m | Punkte | Platz |
| ---------------- | --------- | ------- | ---------- | ----------- | ---------- | ---------- | ------------ | ---------- | -------------- | --------- | ------ | ------ | ----- |
| Georni Jaramillo | Ergebnis  | 10,88 s | 7,47 m     | 15,42 m     | NM         | 48,66 s SB | 14,19 s      | 44,00 m    | 4,40 m SB      | 58,15 m   | DNF    | 6645   | 19    |
| Georni Jaramillo | Punkte    | 888     | 927        | 816         | 0          | 877        | 950          | 746        | 731            | 710       | 0      | 6645   | 19    |